# Јелена Арсенијевић Митрић
Јелена Арсенијевић Митрић (Крагујевац, 13. август 1983) српска је књижевна теоретичарка и редовна професорка Универзитета у Крагујевцу.

## Биографија
Дипломирала је Општу књижевност и теорију књижевности на Филолошком факултету Универзитета у Београду (2008), а докторирала на Филолошко-уметничком факултету Универзитета у Крагујевцу (2014), где је запослена као редовна професорка за ужу научну област Теоријске књижевне дисциплине и општа књижевност. Њени радови у часописима и са конференција у земљи и иностранству засновани су на савременим методолошким поставкама (постколонијална теорија и критика, културолошке теорије). Коуредница је тематских бројева часописа Кораци: о Сретену Божићу/Б. Вонгару (2010), Ролану Барту, Семјуелу Бекету и Бертолту Брехту (2011–2012), као и темата: Књижевност и активизам, Латинска Америка: књижевност, култура, политика, Историја и фикција, Идеолошки оквири књижевности и културе часописа Липар (2012, 2016, 2019, 2022) и тематског зборника Африка: Књижевност, култура, језик, политика  (ФИЛУМ, 2023). Ауторка је две монографије TERRA AMATA VS. TERRA NULLIUS: Дискурс о (пост)колонијализму у делима Б. Вонгара и Ж. М. Г. ле Клезиоа (2016) и Дијалектика антрополошког песимизма и оптимизма (2023), коауторка је књиге Аутопортрети (2006), ауторка збирке песама Људи од земље (2004) и оперативна уредница научног часописа Липар.
До сада је као истраживач била ангажована на следећим пројектима: Антропологија истине − два живота и велико дело Б. Вонгара, Центар за научна истраживања САНУ и Универзитет у Крагујевцу, Филолошко-уметнички факултет у Крагујевцу (2009), Пројекат Усмено, обредно, књижевно (прва фаза: Canis lupus између обредне маске и књижевне животиње), Министарство културе и информисања и Филолошко-уметнички факултет у Крагујевцу (2015), Пројекат 178018 Друштвене кризе и савремена српска књижевност и култура: национални, регионални, европски и глобални оквир који финансира Министарство просвете, науке и технолошког развоја Републике Србије (2011–2020), Пројекат Yugoslav Wars: another face of European civilisation? Lessons learnt and enduring challenges, Co-funded by the Europe for Citizens Programme of the European Union (2016–2018), Еко(по)етика у књижевности, језику и уметности Центра за проучавање језика и књижевности Филолошко-уметничког факултета у Крагујевцу (2020–2021) и  Хумано(по)етика у књижевности, језику и уметности, Центра за проучавање језика и књижевности Филолошко-уметничког факултета у Крагујевцу (2022–2023). Чланица је међународних асоцијација Postcolonial Studies Association (PSA), Survival, the global movement for tribal peoples’ right, European Network for Comparative Literary Studies и Научног удружења за развој српских студија.

### Књиге
- TERRA AMATA VS. TERRA NULLIUS: Дискурс о (пост)колонијализму у делима Б. Вонгара и Ж. М. Г. ле Клезиоа, Филолошко-уметнички факултет, Крагујевац. 2016.  978-86-85991-93-6.
- Дијалектика антрополошког песимизма и оптимизма, Филолошко-уметнички факултет, Крагујевац, 2023.
- Аутопортрети, Центар за стваралаштво младих.
- Људи од земље, Српска Књига, Рума. 2004.  978-86-7564-264-0.

### Научни радови
- Два олимпска портрета, Наслеђе, год. I бр. 1, Крагујевац, 2004. 121-125. ISSN 1820-1768
- Љубавна песма Џ. Алфреда Пруфрока и Портрет једне даме: облици дисонанце у Т. С. Елиотовој раној поезији, Савремена проучавања језика и књижевности, Књига 2, Зборник радова са I научног скупа младих филолога Србије одржаног 14. фебруара 2009. године на Филолошко-уметничком факултету у Крагујевцу, Филолошко-уметнички факултет, Крагујевац. 2010.  978-86-85991-17-2. стр. 233–243.
- Између антрополошког песимизма и оптимизма у драмама На отвореном друму Стива Тешића и Блуз за месију Артура Милера , Наслеђе, год. 7, бр. 15/1, Крагујевац, 2010. 81-96. ISSN 1820-1768
- Култура доминације и покушај отпора: Случај Б. Вонгара, Антропологија истине: други живот и opus primum Б. Вонгара, Филолошко-уметнички факултет: Центар за научна истраживања САНУ, Крагујевац. 2011.  978-86-85991-29-5. стр. 93–111.
- О варварима у доба (пост)колонијализма, Друштвене кризе и (српска) књижевност и култура, Филолошко-уметнички факултет, Крагујевац, 93-123. 2011.  978-86-85991-34-9.
- Писма са маргине Изабеле Еберхарт, Српски језик, књижевност, уметност: зборник радова са V међународног научног скупа одржаног на Филолошко-уметничком факултету у Крагујевцу, (29-30. X 2010) књ. 2, Жене: род, идентитет, књижевност, 663-673. 2011.  978-86-85991-36-3. (ФФ)
- О (не)могућности утопије на простору Латинске Америке: Уранија и Мексички сан Ж. М. Г. ле Клезиоа, Савремено друштво и криза проучавања језика и књижевности, Филолошко-уметнички факултет, Крагујевац, 355-389. 2012.  978-86-85991-46-2.
- Трубадурска еротологија у поезији Дантеа и Петрарке, Липар, година XIII, број 47, 2012. 49-72. ISSN 1450-8338
- Т. С. Елиот: песник у огледалу критичара, Узданица, год. 9, бр. 1, Јагодина, 2012. 205-226 ISSN 1451-673X / COBISS.SR-ID 192082444
- Књижевност и активизам Б. Вонгара и Ж. М. Г. ле Клезиоа, Липар, година XIII, број 49, свеска 2 (Књижевност и активизам), Универзитет у Крагујевцу, Крагујевац, 2012. 161-212. ISSN 1450-8338
- Путовање као потрага за идентитетом у романима Ж. М. Г. ле Клезиоа и Б. Вонгара: Пустиња и Валг , Етноантрополошки проблеми, год. 9. св. 2, Београд, 2014. 483-511, ISSN 0353-1589 (штампано издање), ISSN 2334-8801 (онлајн издање)
- Еволуција мисли Романа Јакобсона од руског фомализма до структурализма, Ускрснуће књижевности: 100 година Руског формализма, Крагујевац, Филолошко–уметнички факултет, 245-257. 2014.  978-86-85991-69-1.
- Срби као варвари Европе у дискурсу појединих теоретичара постколонијализма, Српски језик, књижевност, уметност: зборник радова са IX међународног научног скупа одржаног на Филолошко-уметничком факултету у Крагујевцу (24-25. X 2014) књ. 2, Рат и књижевност, 401-425. 2015.  978-86-85991-81-3.
- Превазилажење модела бинарних опозиција у песништву Вилијама Блејка, Узданица, децембар, год. XII, бр. 2, Јагодина, 2015. 27-43. ISSN 1451-673X
- Емигрантски дискурс Б. Вонгара, Путовање и приповедање. Путеви културе, књижевне мапе и актуелне теоријске дестинације, Лицеум, год. XXII, број 16, Центар за научноистраживачки рад САНУ, Универзитет у Крагујевцу, Крагујевац, 2016, 189-209, ISSN 1451-1444)
- Дионизијски ритам Морисонове поезије, Српски језик, књижевност, уметност: зборник радова са X међународног научног скупа одржаног на Филолошко-уметничком факултету у Крагујевцу (23-25. X 2015) књ. 2, ROCK `N` ROLL, 263-276. 2016.  978-86-85991-95-0.
- Дијалектика постколонијализма, Липар, год. XVII, број 60, 2016. 41-61, ISSN 1450-8338
- Фигура динга (canis lupus dingo) у прози Б. Вонгара, Canis lupus између обредне маске и књижевне животиње, Министарство културе и информисања, ФИЛУМ. 2016.  978-86-80596-00-6. стр. 257–283.
- Антрополошка мисао Николаја Николајевича Миклухо-Маклаја и њен утицај на стваралаштво Сретена Божића/Б. Вонгара, Наслеђе, год. XIV, број 37/2, 207–226, 2017, ISSN 1820-1768
- Гротескна визија обећане земље у роману Америка Франца Кафке, Америка, уред. Драган Бошковић, Марија Лојаница, Филолошко-уметнички факултет, Крагујевац. 2017.  978-86-80796-13-0. стр. 229–243, 2017.
- Седам дана ћутања у Књизи о Јову, Црквене студије, год. XV, број 15, 723–732, Центар за црквене студије, Универзитет у Нишу, Центар за византијско-словенске студије, Међународни центар за православне студије, Ниш, 2018, ISSN 1820-2446
- Критика друштва и однос према Лутеру у Похвали лудости Еразма Ротердамског, Српски језик, књижевност, уметност: зборник радова са XII међународног научног скупа одржаног на Филолошко-уметничком факултету у Крагујевцу (27–28. X 2017) књ. 2, Протестантизам [уред. Драган Бошковић, Часлав Николић]. 2018.  978-86-80796-25-3. стр. 67–78.
- Orientalist discourse in Ivo Andrić`s 'Bosnian Chronicle', Frontier Orientalism in Central and East European literatures, Charles Sabatos, Róbert Gáfrik (eds.), World Literature Studies, vol. 10, Institute of World Literature Studies SAS, Slovak Academic Press, Bratislava, 1/2018, pp. 27–38, ISSN 1337-9275, [[E-ISSN|E-ISSN 1337-9690]].
- Одгој душе у романима Џ. М. Куција: Исусово детињство и Исусово школовање, Српски језик, књижевност, уметност (Зборник са са XIII међународног научног скупа Српски језик, књижевност, уметност, одржаног на Филолошко-уметничком факултету у Крагујевцу 26-27.X 2018) књ. 2, Бебе, уред. Драган Бошковић, Часлав Николић, 2019, Филолошко-уметнички факултет, Крагујевац, 151–161. 2019.  978-86-80796-42-0.
- Бревијар малих ствари у роману Гистава Флобера Госпођа Бовари, Српски језик, књижевност, уметност (Зборник са са XIV међународног научног скупа Српски језик, књижевност, уметност, одржаног на Филолошко-уметничком факултету у Крагујевцу 25-27. X 2019) књ. 2, Тако мале ствари: Интимно у књижевности и култури. ISBN 978-86-80796-63-5.. уред. Драган Бошковић, Часлав Николић, стр.573–583, Филолошко-уметнички факултет, Крагујевац, 2020. []
- Апокалипсис у роману Браћа Карамазови Ф. М. Достојевског, Doomsday: Седми печат. ISBN 978-86-80796-65-9.. уред. Драган Бошковић, Марија Лојаница, стр. 215–238. Филолошко-уметнички факултет, Крагујевац, 2020. []
- The Culture of Memory as a Response to the Politics of Revision and Oblivion: Diana Johnstone, Eve-Ann Prentice, and Elena Guskova on the Kosovo War and Nato Bombing of Yugoslavia, Nasleđe, год. XVI, број 47, 2020, 201–215, Филолошко-уметнички факултет у Крагујевцу.[[E-ISSN|E-ISSN 1820-1768]]
- Страдање Срба и Јевреја у роману Јасеновац Љубе Јандрића, Српски језик, књижевност, уметност (Зборник са са XV међународног научног скупа Српски језик, књижевност, уметност, одржаног на Филолошко-уметничком факултету у Крагујевцу 30–31. X 2020) књ. II/2, Јевреји, уред. Драган Бошковић, Часлав Николић, стр.203–224. Филолошко-уметнички факултет, Крагујевац, 2021.2021.  978-86-80796-89-5.
- Мачак у чизмама – од великог господина до заговорника скромности, Мачке: Еко(по)етика у књижевности, језику и уметности, XV Међународни научни скуп Српски језик, књижевност, уметност, Филолошко-уметнички факултет, Крагујевац, 2021. 2021.  978-86-80796-81-9. стр. 43–59.
- Културоцид над Србима у Хрватској у контексту ратова деведесетих, темат Култура и национална траума, уред. др Слађана Илић, Култура број 172, Завод за проучавање културног развитка, Београд, стр. 151–166.[[E-ISSN|E-ISSN 0023-5164]]
- Разлиставање симболичких вредности плавог цвета у Новалисовом роману Хајнрих из Офтердингена, XVI међународни научни скуп Српски језик, књижевност Књига IV (Цвеће: Еко(по)етика у књижевности, језику и уметности. ISBN 978-86-80596-14-3.), уредници Никола Бубања, Драган Бошковић, Милош Ковачевић, Филолошко-уметнички факултет, Крагујевац, 209–224, Андрићев институт, Андрићград, 2022. []
- Nasledje Kragujevac (52). 2022. ISSN 1820-1768. doi:10.46793/NasKg2252. Недостаје или је празан параметар |title= (помоћ)
- Arsenijević Mitrić, Jelena N. (2022). „Пандемички дискурс у поезији Драгана Хамовића: "Заштитна маска" и "Две хиљаде двaдесета"”. Slavica Wratislaviensia. 177: 353—362. S2CID 255335209. doi:10.19195/0137-1150.177.29.
- О баналности зла – Случај Хане Шмиц у роману Читач Бернхарда Шлинка, XVII међународни научни скуп Српски језик, књижевност Књига IV ЗЛОБНИЦИ, ЗЛИКОВЦИ, ЧУДОВИШТА, ПСИХОПАТЕ, уредници Марија Лојаница, Никола Бубања, Милош Ковачевић, Центар за научноистраживачки рад, Филолошко-уметнички факултет, Крагујевац, Андрићев институт, Андрићград, 2023, 85–104.
- Митопоетика нарциса/асфодела у песми Вежба Ивана В. Лалића, Гласник Етнографског института САНУ, издање 71, број 1, Мит и идентитет: кроскултурални и интертемпорални приступ, уредница Ђурђина Шијаковић Маиданик, Етнографски институт САНУ, Београд, стр. 63–76.
- Однос према миту у поезији римских лиричара на одабраним примерима из Катуловог и Проперцијевог опуса, Наслеђе, год. XX, број 54, 2023, 65–78, Филолошко-уметнички факултет у Крагујевцу.
- Кроз прозор хотела Москва с погледом на запад: Србија у Хандкеовим есејима, Српски језик, књижевност, уметност (Зборник са са XVII међународног научног скупа Српски језик, књижевност, уметност, одржаног на Филолошко-уметничком факултету у Крагујевцу 29–30. X 2022) књ. II/2, СРБИЈА: Све што сте одувек желели да кажете о Србији , а нисте смели...,уред. Драган Бошковић, Часлав Николић, Филолошко-уметнички факултет, Крагујевац. стр. 509–517.
- Три читања Дантеа: Т. С. Елиот, О. Мандељштам, Х. Л. Борхес, Књига апстраката / Научни округли сто Италијанистика у срцу Шумадије – првих десет година у оквиру XVIII међународног научног скупа Српски језик, књижевност, уметност, Филолошко-уметнички факултет, стр. 27.
- Идентитет, сећање и траума у роману Парусија, гласови испод папрати, Научни и књижевни доприноси Славице Гароње Радованац: Зборник радова са округлог стола посвећеног Славици Гароњи Радованац `А ја не желим да све то препустим нестајању`, одржаног 25.3.2023. на Филолошко-уметничком факултету у Крагујевцу, уредница Александра Матић, стр. 93–113.

### Јавна предавања
- Култура доминације и покушај отпора − Случај Б. Вонгара, Народна библиотека „Вук Караџић“, Крагујевац, 17. 12. 2009.
- Књижевни портрет: Б. Вонгар/Сретен Божић, Центар за предавачку делатност Коларчеве задужбине, Београд, 3. 3. 2011.
- Поетика епова и њихово тумачење у настави књижевности, Семинар за стручно усавршавање наставника и професора српског језика и књижевности основних и средњих школа: Савремене лингвистичке и књижевнотеоријске методе у настави српског језика и књижевности, 29. 4. 2011.
- Театар апсурда у настави књижевности: Бекет и Јонеско, Семинар за стручно усавршавање наставника и професора српског језика и књижевности основних и средњих школа: Савремене лингвистичке и књижевнотеоријске методе у настави српског језика и књижевности, 30. 4. 2011.
- Руско-српске литерарне везе у XX веку, беседа приликом обележавања Дана словенске писмености, Галерија Универзитеске библиотеке, Крагујевац, 23. 5. 2012.
- Дискурс о (пост)колонијализму у делима Б. Вонгара и Ж. М. Г. ле Клезиоа, Институт за књижевност и уметност, Београд, 1. 4. 2015.
- Фигура динга (canis lupus dingo) у прози Б. Вонгара, Филолошко-уметнички факултет у Крагујевцу, 19. 9. 2015.
- Љубав значи да нешто расте, беседа на промоцији књиге Познајемо ли се Малиновски? Јагоде Никачевић, Римска дворана Библиотеке града Београда, 4. 12. 2015.
- Како се колонизује будућност: Украдене генерације у делу И. Андрића, Б. Вонгара и Ж .М. Г. ле Клезиоа, Филолошки факултет, Универзитет Силесија, Катовице, Пољска, 20. 5. 2016.
- Камијев Странац: Једна постколонијална перспектива, Семинар за стручно усавршавање наставника и професора српског језика и књижевности основних и средњих школа: Настава српског језика и књижевности у контексту савремених лингвистичких и књижевних тоерија, Подружница Друштва за српски језик и књижевност Србије за Подунавски округ, Регионални центар за професионални развој запослених у образовању, Смедерево, 3. 12. 2016.
- Ноктурно једне носталгије: Африка у делу Ж. М. Г. ле Клезиоа, Универзитетска галерија у Крагујевцу, 10. 3. 2020.
- Беседа у оквиру програма ДАНИ КРАГУЈЕВАЧКЕ КЊИГЕ: ЗАВИЧАЈНИ СТВАРАЛАЦ ЈАНА АЛЕКСИЋ, Народна библиотека „Вук Караџић“ у Крагујевцу, 4. 2. 2021.
- Беседа Херметизам у контексту лирике старог века на промоцији монографије Душана Живковића Херметизам у лирици старог века, Универзитеска галерија у Крагујевцу, 10.5. 2022.
- Пленарно предавање Постколонијално читање Ле Клезиоовог романа Алма, Научни скуп Антропологија књижевности, уметности и медија Београд, 22–23 XII 2023. године, Универзитет у Београду, Филозофски факултет, Одељење за етнологију и антропологију.

### Преводи
- Линда Билчић и Б. Вонгар, Тотем и руда, Кораци, год. 44, св. 9-10, 131-152. Крагујевац, 2010. ISSN 0454-3556
- Алис Вокер, Демократско женство, Липар година XIII, број 49, свеска 2, Универзитет у Крагујевцу, Крагујевац, 2012. 241-245. ISSN 1450-8338
- Франц Фанон, Презрени на свету: (закључно поглавље), Липар, год. XVII, број 59, Универзитет у Крагујевцу, Крагујевац, 2016. 373-376. ISSN 1450-8338
- Едуардо Галено, Исповест бомби, Липар, год. XVII, број 59, Универзитет у Крагујевцу, Крагујевац 2016. 377-379. ISSN 1450-8338